# Peter Ennis
Peter Lawrence Ennis (Greater Sudbury, 6 aprile 1946 – Greater Sudbury, 14 gennaio 1997) è stato un allenatore di pallacanestro canadese.

## Carriera
Ha guidato il Canada ai Giochi olimpici di Atlanta 1996 e ai Campionati americani del 1995.